# 荻洲立兵

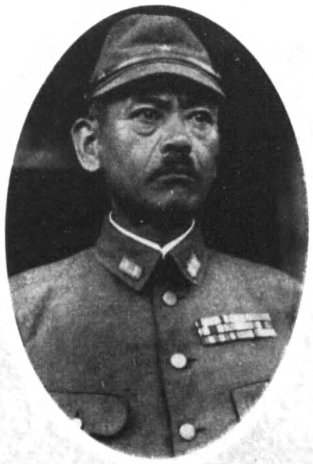
荻洲立兵

荻洲 立兵（1884年1月24日—1949年12月22日），生於日本愛知縣，大日本帝國陸軍軍人，最終軍階為陸軍中將。

## 生平
荻洲立兵是爱知县人，為伊藤松左卫门的四子，陆军二等军医官荻州郁次郎的继子。爱知一中名古屋陆军地方幼年学校中央幼年学校毕业，1905年3月陆军士官学校17期毕业，下月步兵少尉任官，步兵第6联队后备队付。参谋本部实习，1916年11月，陆军大学28期毕业。
曾任爱知县步兵第6联队中队长，陆军步兵学校教官，至瑞士、德国留学後任陆大教官，历任近卫步兵第4联队付，第十一师团步兵第44联队长，第11师司令部付(中国政府聘任的北京陆军大学教官)，第1师司令部付，1932年2月留守第9师参谋长，4月第一师团参谋长，辅佐林仙之。1933年10月，晋级陆军少将。第五师团师长小矶国昭麾下的第9旅团长，1935年8月台湾军参谋长，辅佐寺内寿一、柳川平助、畑俊六三任司令官。
1935年8月至1937年3月間，擔任第九任台灣軍參謀長，是臺灣軍事之中重要的一職，於台灣日治時期替台灣軍協助軍事發展，專責管理台灣軍。
1937年3月晋升陆军中将，作为冈村宁次的助手成为第2师团司令部付，留守第二师长。七七事变爆发后，留守第二师团变番号为第十三师团，9月10日他率领该师团加入松井石根的上海派遣军，参加了淞沪会战，在强大火力掩护下渡过苏州河，强攻中国军队的防御中心大场镇，后参加南京会战、徐州会战，在第二军东久迩宫稔彦王指挥下参加了武汉会战，在大别山遭到宋希濂、孙连仲的坚决抗击。占领武汉后第二军撤销，十三师团编入冈村宁次指挥的11军。1939年5月在随枣会战中与藤江惠辅的第十六师团一起突击第五战区右翼司令张自忠麾下各军。
诺门坎事件爆发后，他于1939年8月1日紧急调任新成立的关东军第6军司令官。但就在当月被苏联名将朱可夫打的大败，停战后追究责任，降职参谋本部付，1940年1月，被编入预备役。

## 祖國事件
1936年，林獻堂參加「華南考察團」前往中國廈門、上海等地遊歷，林在上海對華僑團體致詞時，有「林某歸還祖國」等語，荻洲由日本間諜得知此事，便意圖以羞辱林獻堂來警告台灣人。於是當6月17日林獻堂應台中州知事之邀參加始政紀念會時，荻洲立兵便唆使右翼浪人賣間善兵衛當眾毆打林獻堂一記耳光，此即「祖國事件」。該事件使得林獻堂與楊肇嘉避走東京。